# 紫脊百合
紫脊百合（学名：Lilium leucanthum var. centifolium）是百合科百合属宜昌百合的变种。分布于中国大陆的甘肃等地，生长于海拔2,500米的地区，多生长于山沟中，目前尚未由人工引种栽培。